# Инжиниринговая компания
Инжини́ринговая компа́ния — компания, специализирующаяся на предоставлении инженерно-технических работ. Такие компании обладают статусом формально независимых, способных оказывать услуги одновременно в нескольких областях инжиниринговой деятельности организациям-заказчикам, а также привлекать к выполнению работ различных поставщиков оборудования.
Как правило, инженеринговая компания включает в свой состав несколько крупных предприятий (или холдингов), каждое из которых осуществляет различную функцию: проектирование, строительство, поставка оборудования и его установка, монтажные работы, ведение проекта, технического надзора, инженерное сопровождение инвестиционных проектов, последующие работы (ремонт, сервис, обслуживание и т. д.). Компании, осуществляющие работы «под ключ», принято называть инженеринговыми компаниями полного цикла.
Одним из самых распространённых видов инженеринговых компаний являются компании, осуществляющие деятельность в области строительства и информационных технологий, а также смежных областях (телекоммуникации и связь).
Как правило, инженеринговые компании осуществляют полное руководство и сопровождение технических проектов:
- планирование места под размещения объектов,
- юридические и фактические действия по вопросам, связанным с размещением объектов,
- инженерные изыскания,
- проектирование,
- строительство,
- юридические и фактические действия по вопросам легализации объекта (экспертиза),
- поставка и техническое обслуживание оборудования,
- сдача в эксплуатацию.

При этом Градостроительным Кодексом РФ установлены чёткие требования к кадровому составу таких организаций, что гарантирует заказчику требуемое качество и надёжность работ, оказывающих влияние на объекты капитального строительства.
В соответствии с законодательством РФ выполняемые работы и поставляемое оборудование должно отвечать требованиям Общероссийских стандартов, норм и правил.

## Инженеринговые компании в России
На сегодняшний день в России доля таких компаний на рынке составляет приблизительно 2 % в области строительства и проектирования.